# Contributi alla filosofia. Sull'evento
MOSTRATITOLO
I Contributi alla filosofia (Dall'evento) (Beiträge zur Philosophie (Vom Ereignis), 1936-1938; ed. postuma 1989, Francoforte sul Meno) è una raccolta delle lezioni universitarie degli anni trenta e degli ultimi temi della riflessione di Martin Heidegger (la metafisica come storia dell'oblio dell'essere, il rapporto tra metafisica, tecnica e nichilismo, il problema del linguaggio, il confronto critico con Nietzsche e Hölderlin).
Per volontà di Heidegger dovevano essere pubblicati soltanto dopo il centenario della sua nascita che sarebbe ricorso nel 1989. La prima edizione fu curata nei tempi stabiliti da Vittorio Klostermann, l'editore tedesco della  Gesamtausgabe, per poi uscire in versione italiana solo diciotto anni più tardi. Il volume segna lo spartiacque tra l'Heidegger di Essere e tempo e quello della svolta che si lascia alle spalle l'analitica esistenziale.
L'opera è suddivisa in sei «fughe» (parti): "La risonanza" (Der Anklang), "Il gioco di passaggio" (Das Zuspiel), "Il salto" (Der Sprung), "La fondazione" (Die Gründung), "I venturi" (Die Zu-künftigen) e "L'ultimo Dio" (Der letzte Gott), precedute da un ampio "Sguardo preliminare" (Vorblick) e una sorta di compendio dal titolo "L'essere" (Das Seyn). 

## Dall'Uomo (esser-ci) alla Storia
I Contributi fanno seguito alla Lettera sull'Umanismo, nella quale Heidegger delinea quella Svolta (Kehre) che sposta la sua ricerca dal punto di vista dell'Esser-ci (dell'Uomo) a quello della Storia. Il filosofo interpreta la propria epoca come un'epoca di transizione dall'età dei grandi sistemi filosofici a un'età - ancora a venire - di edificazione di una verità essenziale che si fondi sulla parola dei poeti. Il "primo inizio" vide il sorgere della domanda sull'Essere (Sein): che cos'è l'essere, e l'imporsi della Metafisica come principio d'ordine del pensiero. "L'altro inizio" è il momento storico in cui l'essere (Seyn) viene interrogato sulla sua verità. Questa domanda determina la "necessità di dare ascolto alla parole di Hölderlin", ovvero di rivalutare quella parola poetica che, nella Lettera, è indicata come "la casa dell'Essere". 

## Edizione italiana
- Contributi alla filosofia (Dall'evento), traduzione di Franco Volpi e Alessandra Iadicicco, Milano, Adelphi, 2007.